# Dryopteris sichotensis
Dryopteris sichotensis är en träjonväxtart som beskrevs av Dmitry A.Komarov. Dryopteris sichotensis ingår i släktet Dryopteris och familjen Dryopteridaceae. Inga underarter finns listade.